# Cañete la Real
Cañete la Real es una localidad y municipio español situado en la parte occidental de la comarca del Guadalteba, en la provincia de Málaga, comunidad autónoma de Andalucía. Limita con los municipios malagueños de Almargen, Teba, Ardales, El Burgo, Serrato, Cuevas del Becerro y Ronda; con los municipios gaditanos de Setenil de las Bodegas, Alcalá del Valle y Olvera; y con los municipios sevillanos de Algámitas y El Saucejo.

## Toponimia

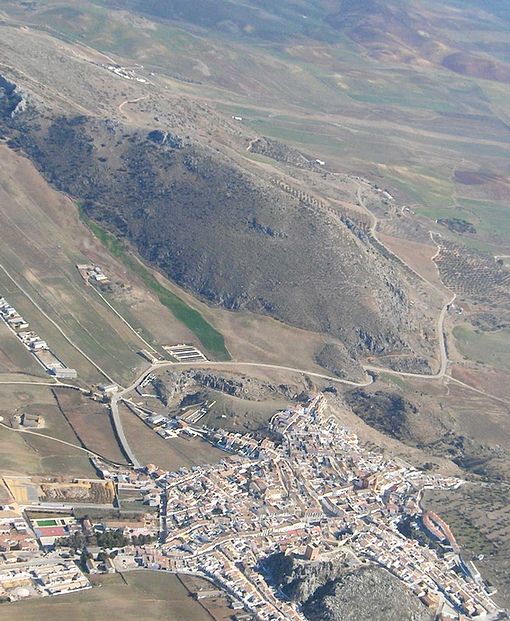
Vista aérea de la villa.

El origen del nombre se remonta a la denominación árabe Hisn-Cannit, Hisn-Qanit, o Qanit, que significa castillo de Canit o, según el autor que se consulte, el término cannit hace referencia a los caños que aún existen en los alrededores del casco urbano. El nombre actual deriva de ese término, al que se le sumó el calificativo de Real, tras una orden de Alfonso XI.

## Historia

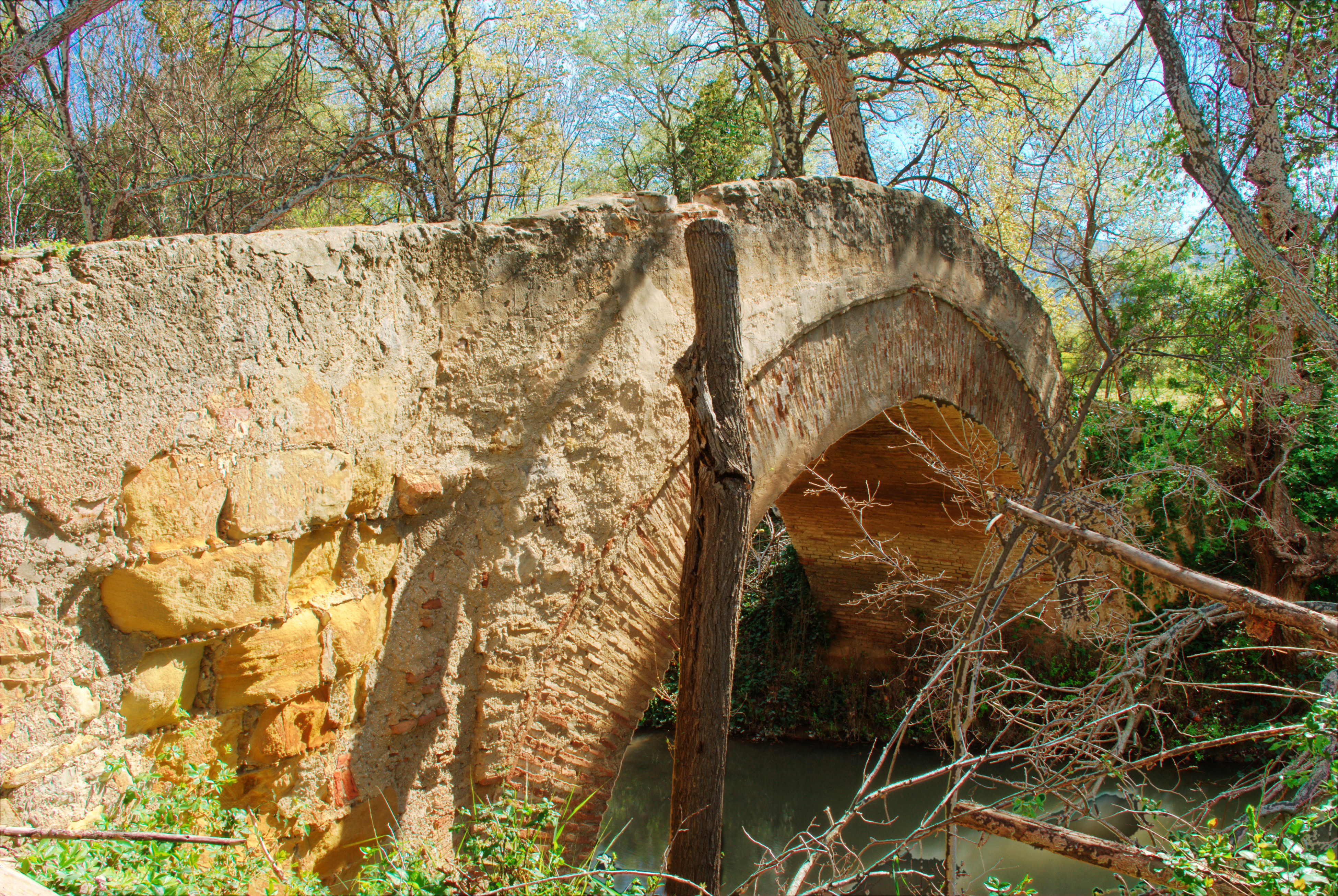
Puente nazarí de Ortegícar.

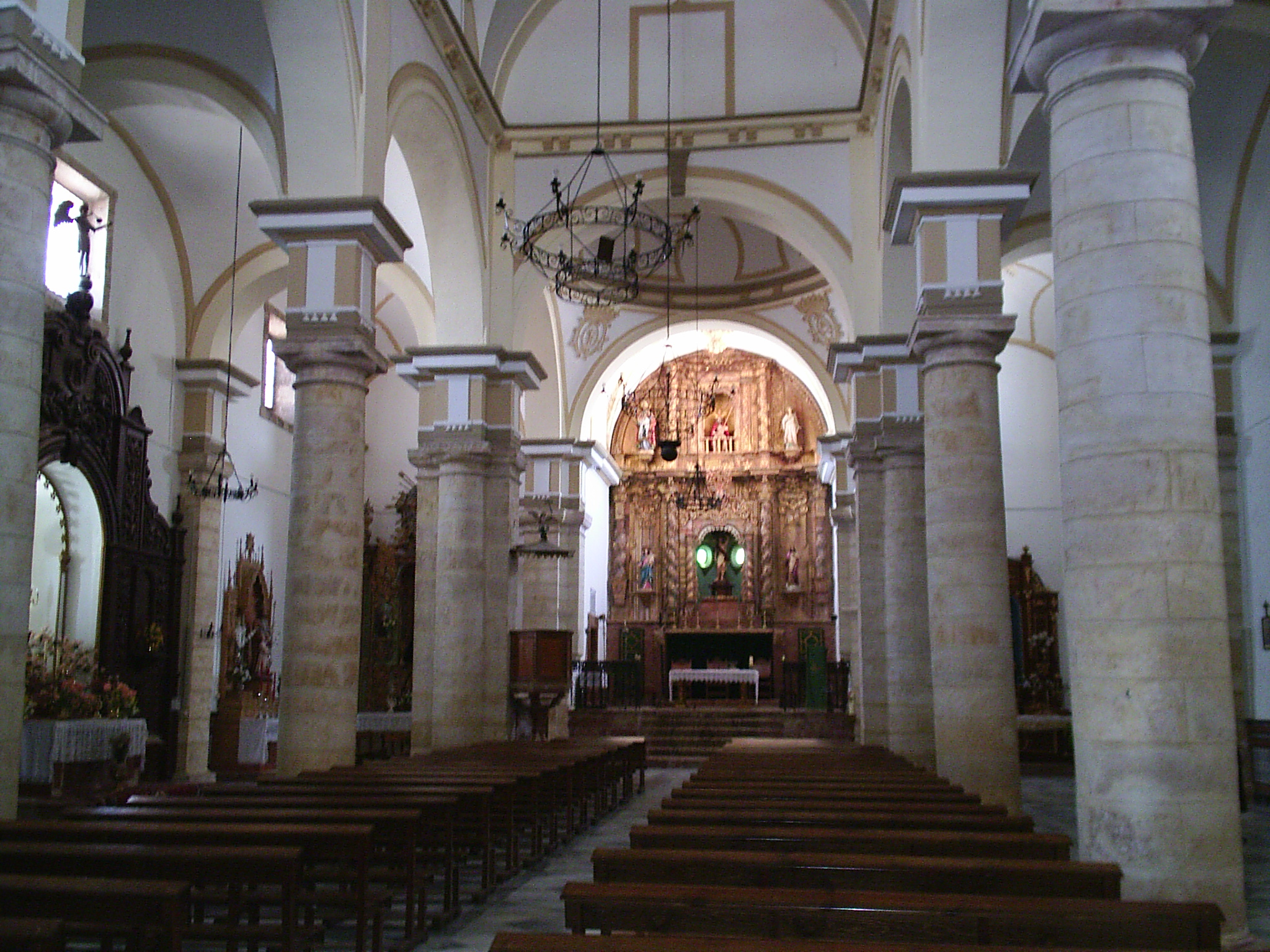
Vista del interior de la Iglesia Parroquial de San Sebastián en Cañete la Real.

Los restos más antiguos de asentamientos humanos en el término de Cañete se remontan al Neolítico. Excavaciones arqueológicas dan como resultado hallazgos de fragmentos cerámicos realizados por los pobladores que vivían en las cercanías del casco urbano actual hace 3000 años. Los íberos establecieron su base en un cerro cercano al pueblo que denominaron Sabora.
En tiempos de Plinio fue civitas stipendiaria (ciudad tributaria) del Conventus Astigitanus. Sin embargo, la dificultad del terreno y las condiciones climatológicas (fuertes vientos asolaban a la ciudad), motivaron que en el año 78 a. C., los habitantes de Sabora solicitaran del Emperador Vespasiano el traslado de la ciudad a una zona más llana y fértil (¿Fuentepeones, el Carrascal ?). El Emperador despachó la embajada en las primeras calendas de agosto accediendo a lo que solicitaban los saborenses. Como agradecimiento, el pueblo de Sabora, ahora Sabora Flavia, acuñó monedas en las que aparece el emperador Vespasiano vestido de guerrero con escudo y lanza en la mano izquierda y dos espigas en la derecha. También se grabó en bronce la carta que el Emperador envió a los saborenses (la famosa aérea tabula de Vespasiano encontrada en tiempos de Carlos I, y que se llevó al museo de El Escorial).
Tras la invasión musulmana de principios del siglo VIII, se realizó la conversión progresiva al islam, lo que significó el cambio de denominación pasándose a llamar Canit. Fue en esta época cuando se llevó a cabo la construcción del conjunto fortificado que es el castillo de Cañete (Hisn-Canit). La fecha exacta de su construcción no podemos precisarla, si bien sabemos que pronto se puso al servicio del rebelde muladí Umar ibn Hafsun.
Tras la conversión de éste al cristianismo, Awsaya ibn al-Jali, jefe de los bereberes de la zona rondeña convertiría a Hins Canit en uno de los principales focos de la revuelta mozárabe. Años más tarde, en el 906, la fortaleza de Cañete, en tierras de Takaronna, era tomada por asalto y dotada de una guarnición permanente.
Iniciada la conquista por los reyes cristianos, llegaron hasta las puertas de Cañete las huestes de Fernando III, el Santo, en su empuje para conquistar Sevilla (1246).
Conquistada por el rey castellano Alfonso XI en 1330 (1328?), ratificó a la villa el título de Real, que según la tradición le había dado tras las invasiones bárbaras, el rey visigodo Witiza.
Décadas después sufriría otro ataque de las tropas cristianas, en este caso en la entrada que realizó Pedro I en 1362; en el curso de la cual fueron ganadas a los musulmanes las plazas de El Burgo, Ardales, Cañete, Turón y las Cuevas.
Seis años más tarde, en 1368, aprovechando un período de crisis en las relaciones de los reinos cristianos, los granadinos cobraron de nuevo las fortalezas conquistadas por el rey castellano.
En octubre de 1407 fue reconquistada por el hijo del Maestre de Santiago, Gómez Suárez de Figueroa, aprovechando una nueva entrada en la que se mantuvo un prolongado asedio sobre el castillo de Setenil, recibió información sobre la pequeña guarnición que mantenía la fortaleza de Cañete y bajo pretexto de correr la tierra de Ronda se aproximó hasta los muros de esta villa. Pero fue en 1482 tras la reconquista de Ronda y su serranía, cuando pasa definitivamente a manos cristianas.
Tanta escaramuza durante casi un siglo, tuvo como consecuencia el destrozo casi por completo de la fortaleza, que en la actualidad es objeto de un amplio y discutido programa de restauración.
Durante la guerra civil española fue escenario de resistencia republicana y, posteriormente, sufrió una importante represión

## Geografía
Las laderas de las montañas que rodean el municipio están cubiertas de bosquetes de encinas y pinares de monte bajo que trepan entre roquedales calizos. La vegetación mayoritaria es de matorrales de romero y tomillo. Entre la fauna que lo habita podemos encontrar al buitre leonado, el águila perdicera, el búho real, el zorro, el gato montés, etc.
El principal río del municipio es el Guadalteba o río de Ortegícar, que atraviesa el sur del término municipal y abastece al embalse del mismo nombre. El Corbones, afluente del río Guadalquivir, nace en tierras de La Atalaya, pedanía de Cañete la Real.

## Geografía humana

### Demografía
Cuenta con una población de 1587 habitantes (INE 2024).
| Gráfica de evolución demográfica de Cañete la Real entre 1842 y 2021                                                  |
| |
| Población de derecho según los censos de población del INE. Población de hecho según los censos de población del INE. |

### Economía

#### Evolución de la deuda viva municipal
| Gráfica de evolución de Deuda viva del Ayuntamiento de Cañete la Real entre 2008 y 2019                                |
| |
| Deuda viva del Ayuntamiento de Cañete la Real en miles de Euros según datos del Ministerio de Hacienda y Ad. Públicas. |

## Lugares de interés
Uno de los muchos aspectos que merecen destacarse en Cañete la Real, es la magnífica conservación de su archivo municipal donde se guardan legajos y documentos desde 1530. La iglesia de San Sebastián sobresale entre las construcciones de la villa. Fue rica en orfebrería tallas, cuadros y retablos.
La Iglesia de San Sebastián, a caballo entre el románico y el gótico sobresale entre las construcciones de la villa. Fue rica en orfebrería tallas, cuadros y retablos.
Dentro del casco histórico, se puede visitar el Castillo de Hins Canit, posiblemente construido durante el siglo IX. Sus pobladores eran miembros de la tribu de los Banu Jali. Esta fortaleza fue conquistada en 1330 por Alfonso XI. Durante los siglos XIV-XV la fortaleza es ocupada alternativamente por musulmanes y cristianos. En 1482 aprovechando un momento en que la fortaleza estaba desguarnecida los musulmanes tomaron cautivos a los pobladores y quemaron la villa. Finalmente no pudieron mantenerla. Tras la reconquista de Ronda y la Serranía en 1485, el castillo de Cañete perdió su valor militar.
En el centro del núcleo urbano de Cañete la Real se encuentra el Convento de San Francisco construido a principios del siglo XVII. Se fundó el 29 de enero de 1624 por solicitud de la villa. Al actual emplazamiento se trasladan el 16 de mayo de ese mismo año.
En la calle San Sebastián y ocupando una gran manzana en el centro histórico de Cañete se encuentra el Monasterio del Santísimo Sacramento, de la orden de las carmelitas calzadas, fundado en 1645 por D. Melchor de Rojas y Saavedra, natural de la villa, abogado y rector de la Universidad de Osuna, y tomaron posesión del mismo el 10 de diciembre de 1662.
Además de lo descrito anteriormente, en Cañete la Real había numerosas ermitas, de las cuales algunas ya han desaparecido o han sido transformadas, mientras que otras se mantienen en perfecto estado de conservación. Entre las cuales podemos señalar: Ermita del Carmen, Ermita de Padre Jesús, Ermita Santa Ana, Ermita de la Virgen de los Remedios, Ermita de la Virgen de la Soledad, Capilla de La Atalaya y Ermita Dulce Nombre de Jesús.
También tiene gran importancia el Cementerio Dulce Nombre por ser muy antiguo en el lugar.

## Cultura

### Fiestas populares
Cañete al Real disfruta de multitud de tradiciones y fiestas a lo largo de todo el año. En enero, el día 20, festividad de San Sebastián, patrón de Cañete. En febrero, el día 3, festividad de San Blas, se celebra el Día de las Roscas; El último fin de semana de febrero se celebra el carnaval, destacando la noche del viernes donde los oriundos disfrutan de la fiesta disfrazados de una temática concreta; La tarde del sábado, donde cientos de personas impregnan las calles del pueblo en un pasacalle de disfraces y, por último, la tarde del domingo, el día de los más pequeños. 
Durante el mes de abril se celebra la Feria del Libro. La Semana Santa es una fiesta religiosa con gran tradición en Cañete la Real, el Jueves Santo desfila la Hdad. del Stmo. Cristo de la Buena Muerte, y en la mañana del Viernes Santo la Hdad. de Ntro. Padre Jesús Nazareno y Ntra. Sra. de los Dolores.
Además, a mediados del mes de abril se lleva a cabo la Feria del Pavo, una fiesta que está en pleno auge y donde cada año son más las personas que deciden pasear por sus calles este fin de semana, disfrutando de un ambiente festivo, de las diferentes actuaciones musicales que amenizan el día, de los productos que se venden en los diferentes stands y, por supuesto de los productos cárnicos de pavo que en ella se promocionan. 

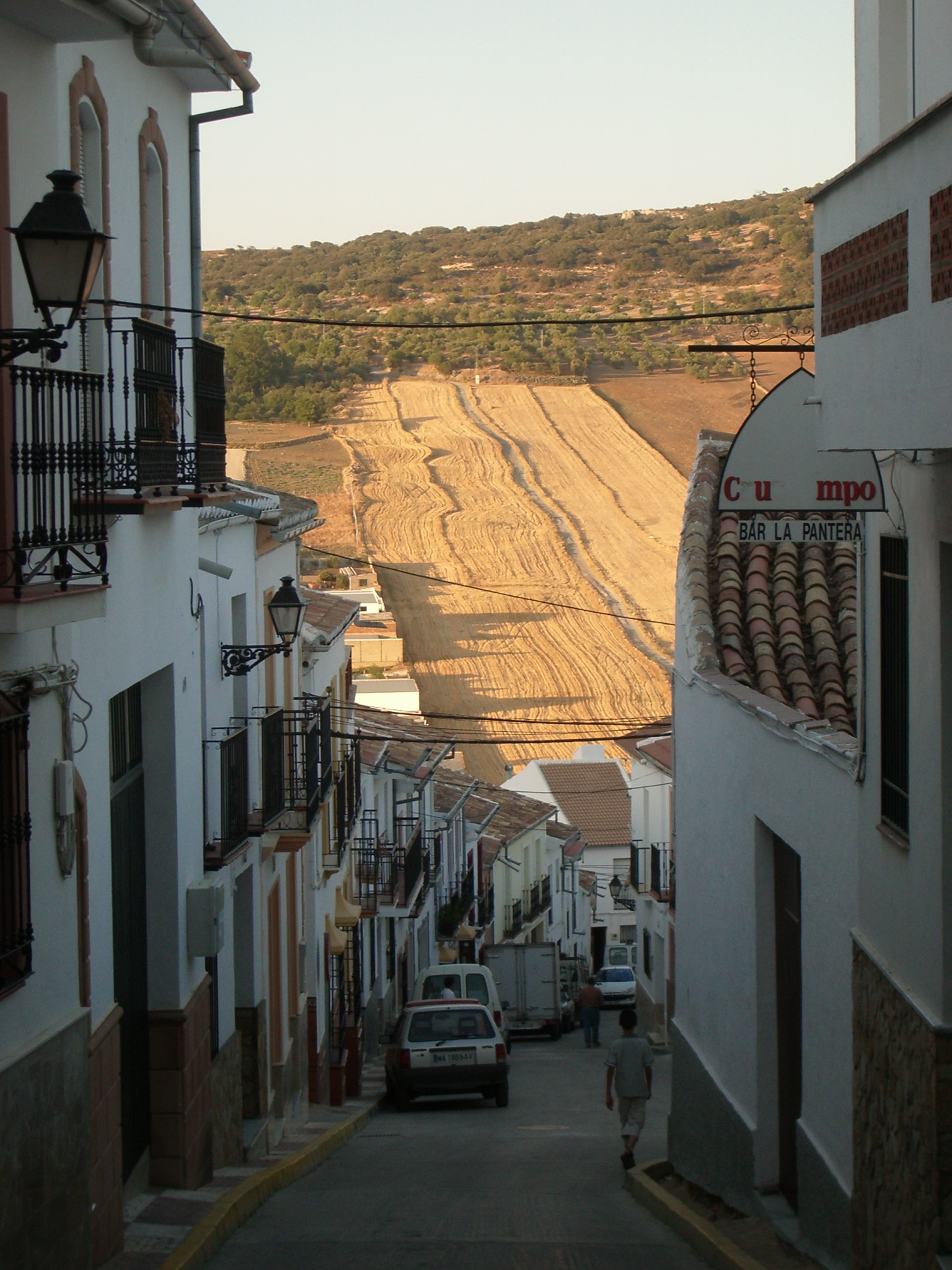

En el mes de mayo se celebra la romería, saliendo en 2019 como novedad San Isidro en procesión. A mediados de junio se celebra el Día de la Tapa, donde los viandantes degustan las tapas ofrecidas por cada uno de los bares y restaurantes del pueblo por un módico precio. 
El primer sábado de agosto se realiza la procesión de la Virgen de la Aurora, una nueva imagen que llegó al pueblo en agosto de 2014. Esta imagen fue realizada por el imaginero malagueño Juan Manuel García Palomo y la cual se prevé que en un futuro tenga las manos de la antigua virgen de la Aurora de este mismo pueblo.
En el mes de agosto, el segundo fin de semana se celebra la Real Feria, según cédula concedida por el Rey Fernando VII el 19 de junio de 1829 a la villa de Cañete la Real.
El tercer domingo de septiembre de cada año, se celebra el día de la patrona, Ntra. Sra. de Caños Santos, a la que se le profesa una gran devoción por toda la zona. Durante todo ese fin de semana se celebran las tradicionales fiestas en su honor, teniendo su culmen en la procesión de la imagen, que recorre las calles del pueblo el domingo por la tarde. En el año 2012, coincidiendo con la conmemoración del V centenario de la aparición de la Virgen, el papa Benedicto XVI concedió la gracia del Año Jubilar Mariano a la villa de Cañete la Real, y tuvo lugar la coronación canónica de Nuestra Sra. de Caños Santos.

### Gastronomía
La cocina local se destaca por su variedad gastronómica, siendo sus platos típicos: la porra, el gazpacho tostado, y el potaje de tagarninas; y los productos derivados del cerdo, chacinas elaboradas de forma artesanal, y últimamente la charcutería con carne de pavo.
En cuanto a la repostería cabe destacar los dulces artesanales elaborados por las monjas Carmelitas de clausura. El dulce más conocido y popular de Cañete es el famoso pionono.

## Deporte
Las laderas orientadas al SE, proporcionan unas condiciones magníficas para la práctica del vuelo libre, parapente y ala delta. Es habitual los días con predominancia de Levante observar aficionados a este deporte compartir cielos con los buitres de la zona. 
La escalada en la sierra del Padrastro, el Padrastrillo y la Albacara está en continua expansión sumando entre los 3 sectores en la actualidad más de 100 vías desde V a proyectos sin resolver.
Por otra parte, Cañete la Real cada año se hace un hueco más acusado en el mundo del deporte. Tanto es así que el pasado 9 de mayo de 2019 se le concedió el premio Agesport (Premio de la Asociación Andaluza de Gestores del Deporte) a la mejor entidad local de Andalucía menor de 7500 habitantes 2018, por su labor de promoción y fomento del deporte.
Uno de los eventos más destacados en este ámbito es el “Cross Trail-Cñt” el cual lleva celebrándose cuatro años y cuenta con un gran auge de deportistas que vienen de distintos municipios y ciudades para participar en él. Los competidores y las competidoras corren por las calles más emblemáticas del pueblo y por los senderos más espectaculares, potenciando asimismo uno de los puntos fuertes de este municipio, sus campos y montañas.

## Hermanamiento
- San Sadurní de Noya, España[7]